# Torneo NSFL Tackle Élite 2010
Il Torneo NSFL Tackle Élite 2010 è stato la 6ª edizione del campionato di football americano di prima squadra, organizzato dalla NSFL.

## Squadre partecipanti
| Club                | Città             | Stadio | Sponsor ufficiale | Risultato nella stagione 2009   |
| ------------------- | ----------------- | ------ | ----------------- | ------------------------------- |
| Geneva Seahawks     | Ginevra           |        |                   | Quarto posto                    |
| La Côte Centurions  | Gland             |        |                   | Ottavo posto                    |
| Lausanne LUCAF Owls | Losanna           |        |                   | Vicecampioni                    |
| Monthey Rhinos      | Monthey           |        |                   | Quinto posto                    |
| Morges Bandits      | Morges            |        |                   | Nono posto in stagione regolare |
| Neuchâtel Knights   | Neuchâtel         |        |                   | Settimo posto                   |
| Riviera Saints      | Vevey             |        |                   | Campioni                        |
| Yverdon Ducs        | Yverdon-les-Bains |        |                   | Sesto posto                     |

## Stagione regolare

### Calendario

#### 1ª giornata
| Losanna 5 settembre 2010 | Morges Bandits | 14 – 51 | Geneva Seahawks |  |

| Losanna 5 settembre 2010 | Lausanne LUCAF Owls | 9 – 7 | Riviera Saints |  |

| Losanna 5 settembre 2010 | Monthey Rhinos | 0 – 27 | La Côte Centurions |  |

#### 2ª giornata
| Monthey 12 settembre 2010 | Morges Bandits | 8 – 29 | Riviera Saints | Stade du Verney |

| Monthey 12 settembre 2010 | Neuchâtel Knights | 8 – 59 | Geneva Seahawks | Stade du Verney |

| Monthey 12 settembre 2010 | Lausanne LUCAF Owls | 21 – 14 | La Côte Centurions | Stade du Verney |

#### 3ª giornata
| Morges 19 settembre 2010 | Neuchâtel Knights | 0 – 36 | La Côte Centurions |  |

| Morges 19 settembre 2010 | Geneva Seahawks | 7 – 0 | Riviera Saints |  |

#### 4ª giornata
| Yverdon-les-Bains 26 settembre 2010 | La Côte Centurions | 12 – 36 | Riviera Saints |  |

| Yverdon-les-Bains 26 settembre 2010 | Monthey Rhinos | 0 – 37 | Lausanne LUCAF Owls |  |

#### 5ª giornata
| Aigle 3 ottobre 2010 | Morges Bandits | 20 – 22 | Yverdon Ducs | Terrain de la Mêlée |

| Aigle 3 ottobre 2010 | Neuchâtel Knights | 0 – 24 | Lausanne LUCAF Owls | Terrain de la Mêlée |

| Aigle 3 ottobre 2010 | Riviera Saints | 23 – 0 | Monthey Rhinos | Terrain de la Mêlée |

#### 6ª giornata
| Ginevra 10 ottobre 2010 | Neuchâtel Knights | 46 – 14 | Morges Bandits |  |

| Ginevra 10 ottobre 2010 | Geneva Seahawks | 27 – 9 | Lausanne LUCAF Owls |  |

#### 7ª giornata
| Monthey 17 ottobre 2010 | La Côte Centurions | 54 – 20 | Morges Bandits | Stade du Verney |

| Monthey 17 ottobre 2010 | Monthey Rhinos | 0 – 8 | Neuchâtel Knights | Stade du Verney |

#### 8ª giornata
| Gland 24 ottobre 2010 | La Côte Centurions | 0 – 30 | Geneva Seahawks |  |

| Gland 24 ottobre 2010 | Monthey Rhinos | 30 – 22 | Morges Bandits |  |

#### 9ª giornata
| Neuchâtel 31 ottobre 2010 | Morges Bandits | 8 – 41 | Lausanne LUCAF Owls |  |

| Neuchâtel 31 ottobre 2010 | Neuchâtel Knights | 0 – 25 | Riviera Saints |  |

| Neuchâtel 31 ottobre 2010 | Monthey Rhinos | 19 – 26 | Geneva Seahawks |  |

### Classifica
La classifica della regular season è la seguente:
- PCT = percentuale di vittorie, G = partite giocate, V = partite vinte, P = partite perse, PF = punti fatti, PS = punti subiti
- La qualificazione ai playoff è indicata in verde

| Pos. | Squadra              | Punti | PCT   | G | V | P | PF  | PS  |
| ---- | -------------------- | ----- | ----- | - | - | - | --- | --- |
| 1    | Geneva Seahawks      | 18    | 1.000 | 6 | 6 | 0 | 200 | 50  |
| 2    | Lausanne LUCAF Owls; | 15    | .833  | 6 | 5 | 1 | 141 | 56  |
| 3    | Riviera Saints       | 12    | .667  | 6 | 4 | 2 | 120 | 36  |
| 4    | La Côte Centurions   | 9     | .500  | 6 | 3 | 3 | 143 | 107 |
| 5    | Neuchâtel Knights    | 6     | .333  | 6 | 2 | 4 | 62  | 158 |
| 6    | Yverdon Ducs         | 3     | 1.000 | 1 | 1 | 0 | 22  | 20  |
| 7    | Monthey Rhinos       | 3     | .167  | 6 | 1 | 5 | 49  | 143 |
| 8    | Morges Bandits       | 0     | .000  | 7 | 0 | 7 | 106 | 273 |

## Playoff

### Tabellone
|  | Semifinali          | Semifinali          | Semifinali     |                |                 | V NSFL Bowl          | V NSFL Bowl          | V NSFL Bowl          |  |
|  |                     |                     |                |                |                 |                      |                      |                      |  |
|  | Geneva Seahawks     | Geneva Seahawks     | 19             |                |                 |                      |                      |                      |  |
|  | Geneva Seahawks     | Geneva Seahawks     | 19             |                |                 |                      |                      |                      |  |
|  | La Côte Centurions  | La Côte Centurions  | 3              |                |                 |                      |                      |                      |  |
|  | La Côte Centurions  | La Côte Centurions  | 3              |                | Geneva Seahawks | Geneva Seahawks      | 7                    |                      |  |
|  |                     |                     |                |                | Geneva Seahawks | Geneva Seahawks      | 7                    |                      |  |
|  |                     |                     | Riviera Saints | Riviera Saints | 12              |                      |                      |                      |  |
|  | Riviera Saints      | Riviera Saints      | Riviera Saints | Riviera Saints | 12              | 10                   |                      |                      |  |
|  | Riviera Saints      | Riviera Saints      |                |                |                 | 10                   |                      |                      |  |
|  | Lausanne LUCAF Owls | Lausanne LUCAF Owls | 7              |                |                 | Finale 3º - 4º posto | Finale 3º - 4º posto | Finale 3º - 4º posto |  |
|  | Lausanne LUCAF Owls | Lausanne LUCAF Owls | 7              |                |                 |                      |                      |                      |  |
|  |                     |                     |                |                |                 |                      |                      |                      |  |
|  |                     |                     |                |                |                 | La Côte Centurions   | La Côte Centurions   | 0                    |  |
|  |                     |                     |                |                |                 | La Côte Centurions   | La Côte Centurions   | 0                    |  |
|  |                     |                     |                |                |                 | Lausanne LUCAF Owls  | Lausanne LUCAF Owls  | 34                   |  |

### Semifinali
| Monthey 7 novembre 2010, ore 11:00 | Lausanne LUCAF Owls | 7 – 10 | Riviera Saints | Stade du Verney |

| Monthey 7 novembre 2010, ore 14:00 | Geneva Seahawks | 19 – 3 | La Côte Centurions | Stade du Verney |

### Finale 3º - 4º posto
| Chavannes-près-Renens 14 novembre 2010, ore 11:00 | Lausanne LUCAF Owls | 34 – 0 | La Côte Centurions |  |

### VI NSFL Bowl
| Chavannes-près-Renens 14 novembre 2010, ore 14:00 | Riviera Saints | 12 – 7 | Geneva Seahawks |  |

## Verdetti
- Riviera Saints Campioni NSFL Tackle Élite 2010